# Pi's liv
Pi's liv  er en roman af den canadiske forfatter Yann Martel fra 2001. Den er udgivet på dansk i 2003 på Borgens Forlag, oversat af Henrik Andersen. Filmen blev filmatiseret i 2012 af Ang Lee.

## Handling
Efter et skibsforlis ender hovedpersonen, kaldet Pi, som eneste overlevende menneske i en redningsbåd sammen med en tiger (Richard Parker), en zebra, en hyæne og en orangutang.